# Collo
Collo (în arabă القل) este o comună din provincia Skikda, Algeria.
Populația comunei este de 35.682 locuitori (2008).